# جوجو خرگوشه
جوجو خرگوشه (انگلیسی: Jojo Rabbit) فیلمی کمدی-درام به نویسندگی و کارگردانی تایکا وایتیتی است که در سال ۲۰۱۹ منتشر شد. در این فیلم رومن گریفین دیویس نقش نوجوانی ده ساله از جوانان هیتلری را ایفا می‌کند که متوجه می‌شود مادرش (اسکارلت جوهانسون) دختری یهودی (توماسین مک‌کنزی) را در اتاق زیر شیروانی خود پنهان کرده‌است. او باید در هنگام برخورد با مداخلهٔ دوست خیالی خود (تایکا وایتیتی) — نسخه‌ای خیالی از آدولف هیتلر با موضعی کمدی در مورد سیاست جنگ — اعتقادات خود را زیر سؤال ببرد. سم راکول، ربل ویلسون، استیون مرچنت، ریچل هاوس و آلفی آلن از دیگر بازیگران فیلم هستند.
وایتیتی فیلم‌نامه را در سال ۲۰۱۱ نوشت؛ یک سال پس از آن که مادرش مقدمهٔ رمان آسمان زندانی‌شده نوشتهٔ کریستین لئونز (۲۰۰۸) را برایش توصیف کرد. او پیش‌نویس اول را بازنویسی کرد که به‌عنوان اقتباسی خشن از منبع دست اول لحن تاریک و کمدی زیادی را در برنداشت؛ همچنین در نسخهٔ بازنویسی‌شده فیلم‌نامه شخصیت آدولف هیتلر گنجانده شد. وایتیتی فرایند نوشتن فیلم‌نامه را طاقت‌فرسا یاد کرده‌است. این فیلم‌نامه در سال ۲۰۱۲ در لیست سیاه قرار گرفت و تا چندین سال بعد از اینکه فاکس سرچ‌لایت پیکچرز به آن علاقه نشان داد در بلاتکلیفی توسعه باقی ماند. برنامهٔ فشرده انتخاب بازیگران در سال ۲۰۱۸ آغاز شد و تصویربرداری اصلی فیلم در مهٔ ۲۰۱۸ در جمهوری چک آغاز شد و دو ماه بعد به پایان رسید. مراحل پس از تولید شامل افزودن جلوه‌های بصری، تدوین توسط تام ایگلز و همچنین آهنگسازی فیلم توسط مایکل جاکینو بود.
اولین نمایش جهانی جوجو خرگوشه در ۸ سپتامبر ۲۰۱۹ در چهل و چهارمین جشنواره بین‌المللی فیلم تورنتو بود و در آن‌جا برندهٔ جایزهٔ گزینش مردم شد. این فیلم در ۱۸ اکتبر به‌صورت سینمایی در ایالات متحده اکران شد. اگرچه فیلم با استقبال خوبی از سوی تماشاگران و موفقیت تجاری روبرو شد، اما سبک روایت فیلم همچنان در میان منتقدان مورد نقد قرار گرفت. با وجود این موضوع، این فیلم توسط هیئت ملی بازبینی و انستیتوی فیلم آمریکایی به عنوان یکی از ده فیلم برتر سال انتخاب شد. از جمله جوایز آن می‌توان به برنده شدن جایزه اسکار بهترین فیلم‌نامه اقتباسی و نامزدی دریافت بهترین فیلم و بهترین بازیگر نقش مکمل زن برای جوهانسون در نود و دومین دوره جوایز اسکار اشاره کرد.

## داستان
ماجرای فیلم در بازه زمانی جنگ جهانی دوم و در کشور آلمان اتفاق می‌افتد. پسر بچه‌ای به نام جوجو که تحت تأثیر پیرامون خود قرار گرفته و عاشق آدولف هیتلر است، آرزویش عضو شدن در گروه محافظین شخصی هیتلر است. او وارد بخش آموزشی نظامی می‌شود اما برایش مشکلاتی به وجود می‌آید و از آموزش اخراج می‌شود. مادر جوجو به یک یهودی در خانه خود پناه می‌دهد. ظاهراً مادر جوجو مخالف عقاید هیتلر است. پسر بچه (جوجو) از این دختر یهودی خبری ندارد؛ تا اینکه او را در پشت دیوار پیدا می‌کند (جای مخفی در دیوار درست شده‌است و دختر در آنجا زندگی می‌کند). جوجو از او می‌ترسد و فرار می‌کند ولی دخترک او را می‌گیرد و خود را به او به عنوان یک جهود (یهودی ترسناک) معرفی می‌کند. پسر بچه که تحت عقاید هیتلری تصویر وحشتناکی از یهودیان دارد، ترسش از او بیشتر می‌شود و او را دشمن خود می‌داند و به مبارزه و تخلیه اطلاعات او می‌پردازد. زمان که می‌گذرد، جوجو بیشتر به دختر علاقه پیدا می‌کند و ترسش می‌ریزد. دیگر از او نمی‌ترسد. حتی زمانی مأمورین حکومتی برای گشتن خانه می‌آیند اما جوجو دختر یهودی را به آنها معرفی نمی‌کند و با زرنگی دختر از ماجرا زنده قصر در می‌روند. مادر جوجو به علت همکاری با منافقین حکومتی اعدام می‌شود. جوجو ناراحت و تنها می‌شود. پس از شکست هیتلر و خودکشی او روس ها تمامی سربازان هیتلر را اسیر می‌کنند. جوجو هم گیر می‌افتد اما با کمک فرمانده فرار می‌کند ولی فرمانده تیرباران می‌شود. جوجو وقتی به خانه می‌رود پیش دختر یهودی می‌نشیند. دختر یهودی از او می‌پرسد که آلمان شکست خورد ولی جوجو به ناچار از ترس تنها ماندن به او می‌گوید که خیر آلمان پیروز شده است.
در ادامه جوجو دختر یهودی را به خیابان می‌برد و دختر متوجه دروغ جوجو می‌شود ولی در کنار او می‌ماند.